# Teddy Sinclair
Natalia Noemi Keery-Fisher (Bradford, Yorkshire del Oeste, 15 de agosto de 1986), profesionalmente conocida como Teddy Sinclair y anteriormente como Natalia Kills o Verbalicious, es una cantante, actriz y compositora británica de ascendencia uruguaya por su lado materno y afro-jamaiquina por su lado paterno.
Comenzó su carrera como actriz apareciendo en varias series de televisión y posteriormente colaborando en sus bandas sonoras, como Bring It On, Sleepover, Just My Luck y Entourage, entre otras. A los 18 años se dio a conocer en el Reino Unido al lanzar el sencillo "Don't Play Nice" y bajo el nombre artístico de Verbalicious, tiempo después, firmó con el sello de will.i.am y empezó a escribir su álbum debut, Perfectionist, lanzado en abril de 2011, en parte de Europa y posteriormente en Estados Unidos y el Reino Unido. De este se extrajeron varios sencillos, entre «Mirrors», «Wonderland», «Free» (con will.i.am) y «Kill My Boyfriend».
Natalia Kills fue artista de apertura en conciertos de Kelis, Robyn, Ke$ha, Katy Perry y los Black Eyed Peas entre 2010 y 2011.
Según una encuesta, la cantante con más de 200 mil votos, fue llamada «la reina del indie pop».
Por su forma de vestir, ha sido fotografiada en muchas revistas y ha atraído la atención de varios fotógrafos a nivel mundial.

## Primeros años
Natalia Noemi Capuccini nació en Bradford, West Yorkshire, de un padre Afro-jamaiquino y madre uruguaya, donde asistió a la Escuela Bradford Girls 'Grammar. Además, estudió teatro clásico en la Academia de Londres de Música y Arte Dramático. 
Durante sus primeros años, ella trabajó mucho sobre Guildhall y sobre los exámenes LAMDA. Ella también estudió el verso, la prosa, la pantomima y Shakespeare. Capuccini hizo su debut como actriz a los 9 años en 1995 en New Voices. Tenía un papel regular como Sima de la serie de televisión All About Me, y también jugó en el drama de radio de la BBC, como Amy en The Archers. Durante su tiempo en la televisión y la radio comenzó a escribir canciones, algunas de las cuales fueron a películas y programas de televisión, incluyendo Bring It On, Sleepover, Just My Luck y Entourage. Ella audicionó para el papel de la princesa Amidala en la serie de películas Star Wars, pero no consiguió el papel, ya que su lugar fue para la ganadora del Oscar Natalie Portman. Ella dijo "hice una audición frente a George Lucas, fue increíble".
En 2007, cuando volvió a empezar a componer canciones para el cine, Natalia decidió lanzar su primer maxi titulado Womannequin , en primer lugar, a través de su página de Myspace personal. Este álbum, mezcla de hip-hop suena presente en la primaria que funciona Kills y elementos de la música electrónica o industrial, locales que se encontrarán más adelante en su carrera. Tiene la distinción de haber sido compuesto en parte y producido por la artista y sobre todo en su forma "demo". Al año siguiente, mientras que el máximo se pública en ciertas plataformas de descarga legal, como iTunes Store, dos canciones publicadas en Myspace, "Natalia Shopaholic" y "Swaggeriffic" han atraído la atención de América del bloguero Perez Hilton. Uno de los dos se reprodujo más de dos millones de veces en su blog, debido al hecho de que Natalia había alcanzado el primer lugar para los artistas que aún no han firmado con una etiqueta. Recibió ofertas futuras de conciertos y festivales, así que ella se mudó a Los Ángeles, donde conoció a personas vinculadas con los principales sellos discográficos y productores de tal manera que Akon y Justin Timberlake. Ella llegó a la ciudad sin dinero ni lugar para vivir, la cantante dijo que "vivía en estos moteles ,vagando alrededor, tratando de encontrar un trabajo o para escribir canciones con alguien que me quiera para un par de horas en un estudio. Yo era una degenerada. Yo era horrible. He hecho cosas terribles. Yo sólo estaba tratando de sobrevivir y yo era demasiado joven para saber cómo hacerlo". Entonces, conoció a un DJ que le presentó a will.i.am después de haber oído a uno de sus modelos y se enteró de que ella estaba en la situación de artista independiente. Mientras tanto, Natalia comenzó a coescribir algunas canciones y apareció en el título Se Habla pestes sobre mi, el artista francés Mr. Pokora, bajo el seudónimo de Verso, y al mismo tiempo cumplir con el cineasta francés Guillaume Doubet, que llegó a diseñar la mayor parte de sus vídeos musicales en París.

## Carrera musical

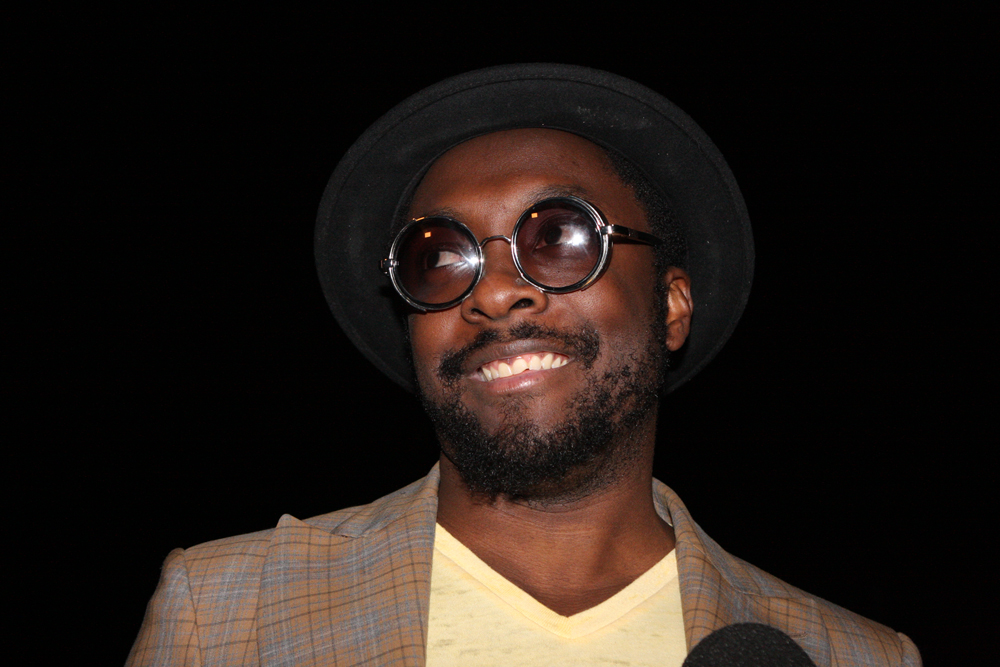
A principios de 2009 que Kills integra el expediente de will.i.am.

Después de terminar con The Archies en el año 2003, Capuccini atribuye su descubrimiento musical al ganar Radio 1 MC Battle en Leeds con el nombre de "Rapper Candy" en 2003. 
Capuccini firmó con la compañía del Reino Unido Adventurs in Music y lanzó su primer sencillo titulado "Don't Play Nice" bajo el nombre artístico de Verbalicious en febrero de 2005. La canción se elevó al puesto 11 en el Billboard R&B en el Reino Unido. Más tarde se presentó para ser lanzado de todos los acuerdos de grabación y administración después de que la discográfica se declaró en quiebra. 
En enero de 2008, will.i.am había firmado a Natalia con Interscope Records, a través de su sello will.i.am Music Group. Ella fue reconocida por su EP demo Wommanequin, que ella produjo y escribió por sí misma. Una vez firmado con Interscope, fue colocada con Cherrytree Records, esta le animó a encontrar un nombre que fuese más directo y descriptivo, momento en el que creó Natalia Kills.

### 2010-2011: Perfectionist y Love Kills xx
Perfectionist, el álbum, se estrenó en abril de 2011 en Alemania. El primer sencillo del álbum, "Mirrors", fue lanzado en los Estados Unidos en agosto de 2010 y más tarde en Reino Unido. Su segundo sencillo, "Wonderland", fue lanzado en abril de 2011, la canción aparece en la película Beastly. Finalmente, Natalia Kills lanzó su álbum debut Perfectionist entre marzo y mayo de 2011, en gran parte de Europa Central, mientras en Estados Unidos y Reino Unido fue lanzado entre agosto y septiembre de ese año. Free fue escogido como tercer single del álbum con la colaboración de Will.i.am, la cual tuvo una buena recepción del público. En enero de 2012 se lanzó el cuarto y último single titulado Kill My Boyfriend. Hasta la fecha Mirrors es el single que cuenta con más visitas en YouTube, seguido por Free, Wonderland y hasta el final Kill My Boyfriend, aunque este último, según los críticos, es el mejor sencillo de Natalia, no contó con mucha publicidad.
Natalia Kills ha sido artista de apertura en conciertos de Kelis con All Hearts Tour en su etapa europea, así como de Robyn en su gira Body Talk en noviembre de 2010 y principios de 2011. En las fechas del Reino Unido de la gira Get Sleazy Tour de Ke$ha Natalia abrió junto a LMFAO. A lo largo de agosto y septiembre de 2011, Kills salió junto con Katy Perry en su gira California Dreams Tour durante algunas fechas en Norteamérica, Europa y Sudamérica. Kills colaboró con LMFAO con el sencillo de "Champagne Showers", también colaboró con Dj Tatana en el sencillo You can't get in my head (If you don't get in my bed) donde ella escribió la letra y apareció en el video junto al modelo Leebo Freeman, también apareció en una canción de Junior Caldera Lights Out (Go Crazy) con Far East Movement.
Natalia ha producido y codirigido una miniserie relacionada con el amor, titulada Love, Kills xx y una película adicional bajo el título The Exhibition, que al mismo tiempo que su álbum se hizo la banda sonora de la película. La serie consta de 10 capítulos que fueron escritos y filmados en una semana, todos los capítulos fueron reproducidos en la cuenta oficial de VEVO de la cantante y fueron promocionados al mismo tiempo que el álbum debut de Natalia Kills, Perfectionist.
Para darle promoción a Kills, entre el 2010 y el 2011 fue acto de apertura en ciertos conciertos por Norteamérica y Europa.
En el Billboard 200 el álbum alcanzó el puesto número 134 y en su primera semana vendió alrededor de 14 mil copias.

### 2012-2013:Trouble y Effect Music Tour
En una entrevista del primer semestre del 2012, Natalia Kills confirmó que estaba en las grabaciones de su segundo álbum de estudio y que ha trabajado con los productores Jeff Bhasker (quien también produjo canciones de su álbum debut) y Emile Haynie, además de eso confirmó varios temas que estarán en el tracklist del disco como "Stop Me", "Problem", "Marlboro Lights", "Saturday Night", "Television" y "Trouble". La cantante en la entrevista describió su nuevo sonido como ruidoso y caótico.
Natalia para celebrar sus más de 80.000 seguidores en Twitter dijo que cantaría una canción inédita del disco, y efectivamente se presentó en el West Way de NYC y canto una parte de "Stop Me". Más tarde Natalia se presentó en Dubái, donde ofreció un concierto y donde se rumorea que también cantó "Stop Me" y una nueva canción llamada "Problem".

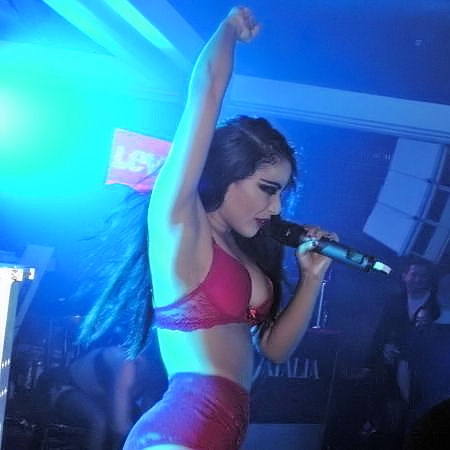
Kills en concierto

El 5 de septiembre de 2013, Kills dio a conocer el nombre de su segundo álbum de estudio titulado Trouble, y también el primer sencillo promocional, llamado Controversy, este tema es la introducción hacia la era Trouble, a principios de septiembre se había filtrado un teaser de la canción y el 14 de septiembre Kills liberó el video completo en su página oficial. 
En octubre, Kills canta en NY, en el Industry Bar, varias canciones donde se escucha una parte del que podría ser su primer sencillo "Problem", además de sus otros sencillos como "Controversy", "Free" y "Mirrors" además de hacer un cover de la canción "Sweet Dreams".
Debido a las diversas filtraciones del demo y de pedazos de la canción Problem, Natalia subió el 8 de marzo el audio completo de "Problem" a su cuenta de YouTube y posteriormente el 24 de junio fue lanzado el vídeo de la canción. 
En la semana del 30 de junio fue filtrado el segundo sencillo "Saturday Night" y el 10 de julio fue lanzado el vídeo oficial en su cuenta de VEVO.
El lunes 29 de julio Natalia Kills lanzó al aire la portada de su nuevo álbum, a diferencia de su anterior álbum, Trouble cuenta con un brillante color rosa.
Ese mismo día fue liberado el detrás de escenas de Saturday Night en la cuenta de Cherrytree Records en Youtube. El 5 de agosto del mismo año al igual que con Saturday Night fue lanzado al aire el detrás de escenas de Problem. 
El miércoles 21 de agosto la cantante dio a conocer por fin la duración del disco y de cada canción. 
Trouble llegó hasta el puesto número 70 en el Billboard 200, vendiendo cerca de seis mil copias en su primera semana; este disco tuvo menos distribución que su anterior trabajo.
A finales de marzo de 2013, Natalia anunció a través de un video de la preparación de una mini-gira promocional, llamada Effect Music Tour. La gira, en colaboración con la bebida energética Effect , se inició el 4 de abril en Moscú y se completó el 13 de abril en Krasnoyarsk , también a través de Kaliningrado 5, Sochi 6, Perm 11 y San Petersburgo el 12.

### 2014-presente: Nuevos proyectos, The X Factor
En marzo de 2015, protagonizó una controversia con un concursante del programa X Factor de Nueva Zelanda que Kills participaba como parte del jurado. Esta lo criticó junto con su pareja Willy Moon, por tener un parecido artístico con su novio. Después de este episodio, ambos artistas fueron despedidos del programa.

## Influencias
Natalia Kills ha citado Kate Bush y Alanis Morissette como sus más importantes influencias musicales, que calificó de "artistas emocionales que escribe honesta y de sus propias experiencias". Ella también dijo que vio a Gwen Stefani, que se compara con frecuencia, como su "héroe". Ella también dijo que Depeche Mode, Prince , Vanidad 6 y Freddie Mercury ya han inspirado durante sus funcionamientos de la etapa 31. [cita requerida]
Muertes dice que están influenciados por sus propias experiencias. Es también mucho más inspirado en el cine cuando compone canciones. En este sentido, dijo en una entrevista para la revista MKR: "Soy un gran fan de Stanley Cooper, Tarantino , Gaspar Noé y Stanley Kubrick. Me encanta todo lo que es bello, inquietante, horrible y hermosa a la vez. Yo inspiración, sin duda. No escucho mucha música para compartir la mía, pero me encanta la música, eso es seguro. Tengo una canción favorita - Me parece muy inspirador hecho. Se trata de " El Fin del Mundo ",  por Skeeter Davis ".  [cita requerida]

## Vida personal
Al anunciar su nuevo trabajo, la artista declaró que sufrió varios problemas cuando era una niña y/o adolescente:

Cuando era niña mis padres y yo viajábamos de casa en casa, pues teníamos propiedades en España, Inglaterra y Jamaica, y por eso nunca permanecíamos mucho tiempo en una de ellas, aparte no había viaje que hiciéramos sin una botella de champán y con mucho dinero. Justamente de esto y más trata Trouble, mi nuevo álbum que me sirvió para desahogar unos recuerdos que estaban atrapados dentro de mí".[cita requerida]

En 2012, se informó que asistió el modelo y actor estadounidense-británica Leebo Freeman, ya que este último fue elegido para aparecer con la cantante en el video musical de la canción Usted no puede meterse en mi cabeza. Sin embargo, nunca se ha confirmado que los dos se ajustan de hecho a cabo en el momento. Desde 2013, el artista a menudo se reunió con el músico NZ Willy Luna, que se dará a conocer a finales de año para ser su nuevo compañero. A pesar del hecho de que toma en actuaciones en directo, el artista sufre de graves mareos. Para un punto dado en el techo del Hotel Atlas de Nueva York y dispuesto para el lanzamiento de su primer álbum en los Estados Unidos 16 de agosto de 2011 Concierto, la cantante confesó que se sentía por no facilidad, y dijo: "No me gusta ver aviones volando justo por encima de mí o incluso me encuentre en un avión y mirar por la ventana. No es natural para un ser humano para encontrar una vertiginosa altura también. Por el momento yo sé que el peligro está ahí, no estoy muy seguro de mí mismo ", y añadió" decepción [sobre la cancelación de una actuación] es uno de los peores sentimientos. Es más difícil de eliminar, ya que no esperaba".[cita requerida]
El 14 de mayo dio a conocer que estaba comprometida con el músico originario de Nueva Zelanda Willy Moon, y que la boda se realizaría el 23 de mayo, en un lugar secreto de Nueva York.[cita requerida]
En octubre de 2015, Natalia cambia su nombre artístico definitivamente a Teddy Sinclair, para evitar que la relacionaran a ella y sus insultos a un ex concursante de The X Factor con su anterior nombre, Natalia Kills.[cita requerida]

## Discografía

### Álbumes
Álbumes de estudio
- 2011: Perfectionist (Como Natalia Kills)
- 2013: Trouble (Como Natalia Kills)

EPs
- 2008: Womannequin (Como Natalia Cappuccini)

### Sencillos
| Año  | Título                                               | Álbum              |
| ---- | ---------------------------------------------------- | ------------------ |
| 2005 | «Don't Play Nice» (como Verbalicious)                | Sencillo sin álbum |
| 2010 | «Mirrors» (como Natalia Kills)                       | Perfectionist      |
| 2011 | «Wonderland» (como Natalia Kills)                    | Perfectionist      |
| 2011 | «Free» (con will.i.am) (como Natalia Kills)          | Perfectionist      |
| 2012 | «Kill My Boyfriend» (como Natalia Kills)             | Perfectionist      |
| 2013 | «Problem» (como Natlia Kills)                        | Trouble            |
| 2013 | «Saturday Night» (como Natalia Kills)                | Trouble            |
| 2014 | «Trouble (Remix)» (con Peaches) (como Natalia Kills) | Trouble            |
| 2018 | «My Way» (como The Powder Room)                      |                    |
| 2018 | «I Want It Now» (como The Powder Room)               |                    |

### Colaboraciones
| Año  | Canción                                                 | Artista                            | Álbum                   |
| ---- | ------------------------------------------------------- | ---------------------------------- | ----------------------- |
| 2008 | «They Talk Shit About Me» (como Verse)                  | M. Pokora                          | MP3                     |
| 2009 | «Just Play That Track»                                  | Space Cowboy                       | Digital Rock Star       |
| 2010 | 2 Is Better» (con Ya Boy)                               | Far East Movement                  | Free Wired              |
| 2011 | «Champagne Showers»                                     | LMFAO                              | Sorry for Party Rocking |
| 2011 | «No Champagne»                                          | Frankmusik                         | Do It in the AM         |
| 2011 | «1974»                                                  | The Knux                           | Eraser                  |
| 2012 | «You Can't Get In My Head (If You Don't Get In My Bed)» | DJ Tatana                          | Heart                   |
| 2012 | «Lights Out (Go Crazy)»                                 | Junior Caldera y Far East Movement | Dirty Bass              |
| 2019 | «Till I See You Again»                                  | UNSECRET                           | TBA                     |

## Giras
- Perfectionist Promo Tour
- Effect Music Tour (en Rusia)
- The Trouble Tour (en Estados Unidos)

### Como artista invitada
- All Hearts Tour (2010)
- Body Talk Tour (2010-2011

- The Beginning Massive Stadium Tour
- Get Sleazy Tour
- California Dreams Tour

## Filmografía
| Año       | Título            | Rol            | Notas                     |
| --------- | ----------------- | -------------- | ------------------------- |
| 1995      | New Voices        | Pearl          | Serie de TV, 1 episodio   |
| 2002-2004 | All About Me      | Sima           | Serie de TV, 22 episodios |
| 2003      | Casualty          | Samina Khan    | Serie de TV, 1 episodio   |
| 2003      | Coronation Street | Laura Mangen   | Serie de TV, 2 episodios  |
| 2004      | Doctors           | Hazel Perry    | Serie de TV, 1 episodio   |
| 2004      | Blue Murder       | Anisa Khan     | Serie de TV, 1 episodio   |
| 2005      | No Angels         | Sujata         | Serie de TV, 1 episodio   |
| 2006      | Silent Witness    | Kelly Wetherby | Serie de TV, 1 episodio   |
| 2006      | Tripping Over     | Julie          | Serie de TV, 2 episodios  |
| 2007      | Cape Wrath        | Kerry          | Serie de TV, 1 episodio   |